# 李堅 (東漢)
李堅（？—？），東漢末期人物。據曹魏曹植《鼙舞詩序》所載，能「鼙舞」，漢靈帝劉宏在位時為西園鼓吹。漢末天下大亂，李堅投奔屯兵於華陰的段煨。後曹操從舊伎口中得知此人，下書召李堅。李堅當時已超過七十歲，有很長時間沒有作歌，而且古曲中甚多謬誤未必能夠相襲，故李堅依前曲再作新歌五篇。